# Cheang Chon Man
Cheang Chon Man (chiń. 鄭俊文; ur. 30 lipca 1972) – piłkarz z Makau, grający na pozycji napastnika, trener piłkarski.

## Kariera piłkarska

### Kariera klubowa
W latach 1993–2012 występował w klubach G.D. Negro Rubro, PSP Makau, G.D. Lam Pak i Hong Ngai.

### Kariera reprezentacyjna
Od 1998 do 2006 bronił barw narodowej reprezentacji Makau.

## Kariera trenerska
Po zakończeniu kariery piłkarskiej rozpoczął pracę szkoleniową. W 2012 został mianowany na stanowisko głównego trenera PSP Makau.

## Sukcesy i odznaczenia

### Sukcesy klubowe
- mistrz Makau: 2005, 2006